# Scutellaria seleriana
Scutellaria seleriana là một loài thực vật có hoa trong họ Hoa môi. Loài này được Loes. miêu tả khoa học đầu tiên năm 1899.